# 1,5-Hexadien
1,5-Hexadien ist eine organisch-chemische Verbindung mit der Summenformel C6H10. Sie gehört zur Gruppe der Diene.

## Gewinnung und Darstellung
1,5-Hexadien kann aus der Gasphasenreaktion zwischen Propen und 3-Brompropen hergestellt werden.
Eine weitere Möglichkeit besteht in der oxidativen Gasphasenreaktion zwischen zwei Molekülen Propen mit Wasserstoffperoxid.
{\displaystyle \mathrm {2\ H_{2}C{=}CH{-}CH_{3}\ {\xrightarrow[{H_{2}O_{2}}]{630^{\circ }C}}\ \ C_{6}H_{10}} }

## Eigenschaften
Es handelt sich um eine farblose Flüssigkeit, die bei −141 °C erstarrt und bei 60 °C siedet. Der Flammpunkt liegt bei −46 °C. Im Bereich von 2 bis 6,1 Volumenprozent des Gases in Luft bilden sich explosible Gemische.

## Verwendung
1,5-Hexadien kann zur Synthese weiterer Hexanderivate genutzt werden. Hierzu gehört beispielsweise die Synthese von 1,6-Hexandiol, welches durch Hydroborierung aus 1,5-Hexadien hergestellt werden kann.